# Пандивере

На карте Эстонии

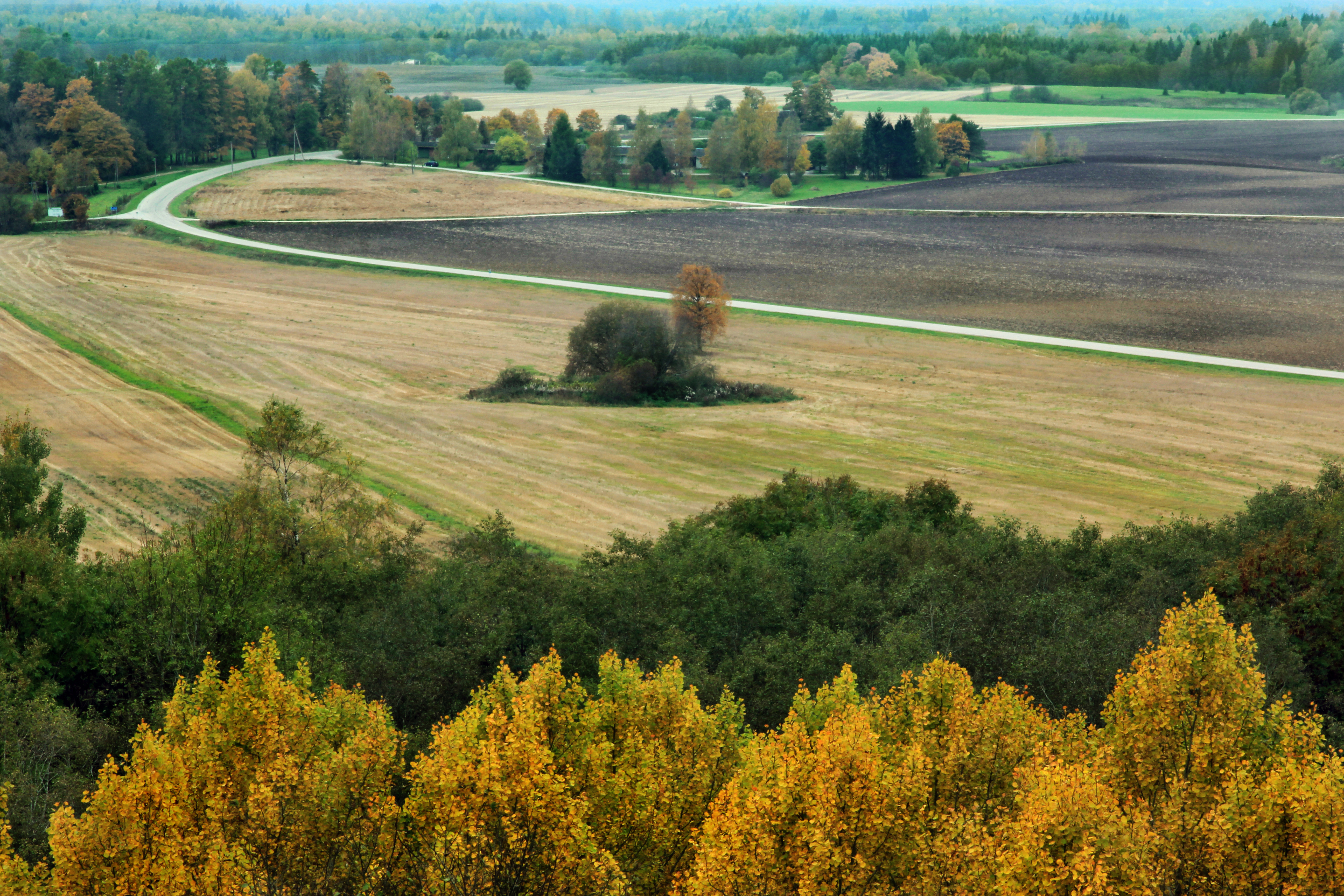
Вид с смотровой башни Эмумяги

Па́ндивере (эст. Pandivere kõrgustik) — одна из четырёх крупнейших возвышенностей в северной и центральной части Эстонии. Расположена на волнистой равнине высотой до 166 м. Названа по одноимённой деревне Пандивере (эст. Pandivere) волости Вяйке-Маарья (эст. Väike-Marja) уезда Ляэне-Вирумаа (эст. Lääne-Virumaa), расположенного в северо-восточной части Эстонии.
Простирается между Раквере и Пайде, доходя на юге до озера Выртсъярв. Сложена главным образом из известняка. Высота над уровнем моря на окраинах возвышенности 80 м; наивысшие точки — Эмумяги (эст. Emumägi, 166 м, это максимальная отметка над уровнем моря в Северной Эстонии), Келлавере (эст. Kellavere Mägi, 156 м) и Эбавере (эст. Ebavere mägi, 146 м).
Пандивере — уникальная природная структура четвертичного рельефа, сложенная из ордовикских известняков. Ближайшим её аналогом является Ижорская возвышенность в Ленинградской области России.
Тонкий слой почвы и обусловливает немедленную инфильтрацию (проникновение) атмосферных осадков в недра. Поэтому площадь, занимаемая реками и болотами, составляет только 2 % площади возвышенности, в то время как в среднем по Эстонии этот показатель достигает 22 %. Проникшая в недры вода выходит наружу в виде многочисленных родников. В этом смысле возвышенность Пандивере — самый «рекообразующий» регион Эстонии, на ней находятся истоки многих рек, в том числе крупнейших в Эстонии. С западного склона берёт начало Ягала (эст. Jägala jõgi), известная одним из крупнейших и красивейших водопадов Эстонии. В районе местечка Симуна (эст. Simuna allikajärve) находятся истоки Педьи (эст. Pedja jõgi, тж. Simuna järve), четвёртая по длине река Эстонии, на берегах которой стоит город Йыгева, а также её приток, река Пылтсамаа.
С восточных склонов — Кунда (эст. Kunda jõgi, тж. Выху йыги, Пылула-, Сями-, Семми йыги). Также упоминаются эст. Oostriku, Kihme, Jäneda, Imastu, Lavi, Kulina.

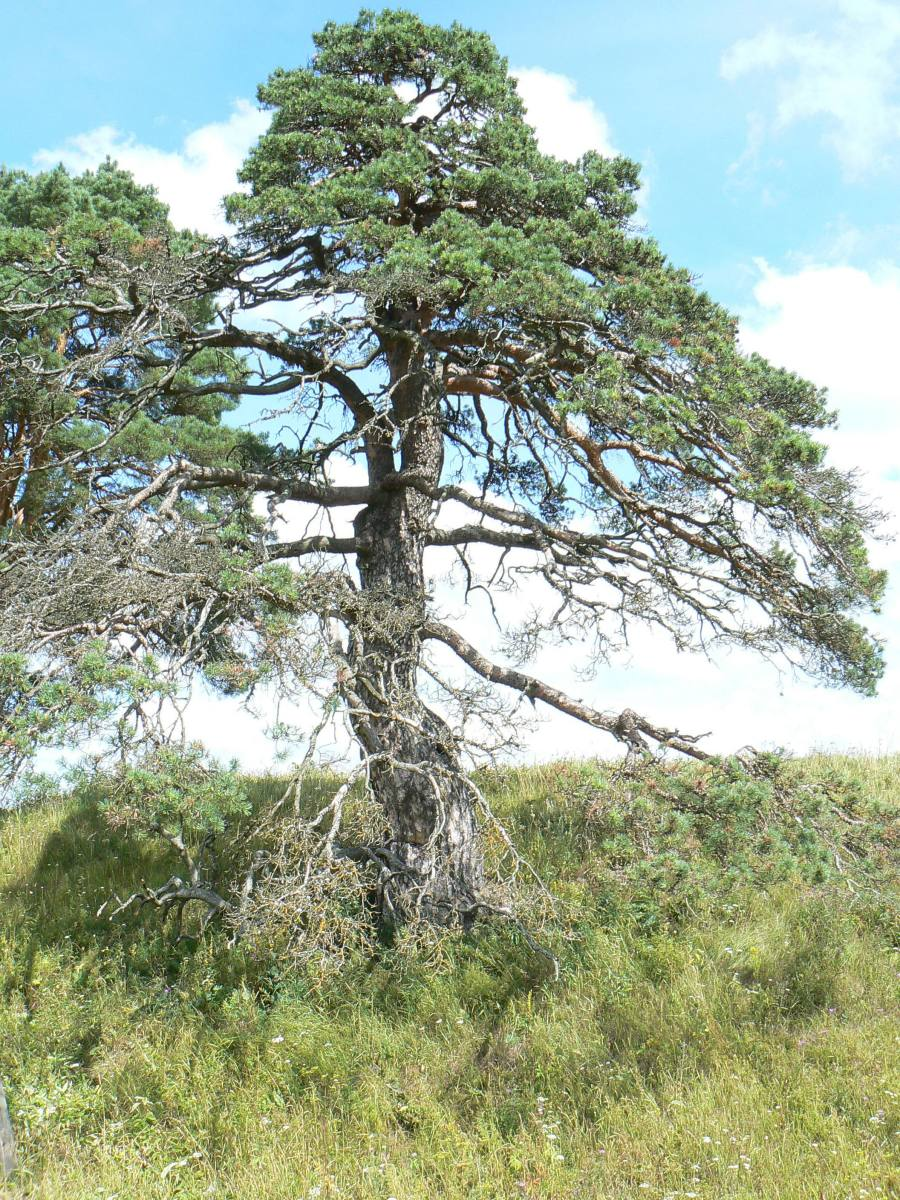
Сосны в Поркуни

Проникновение дождевых вод в слои известняка в некоторых местах привело к возникновению карстовых структур. Карст способствует тому, что при загрязнении грунтовые воды быстро распространяются под землёй во всех направлениях, одновременно загрязняя этим воду во многих реках. Потенциальным источником загрязнения являются нитраты, попадающие в почву из удобрений. Для защиты среды обитания ещё в 1988 году источники рек и карстовых грунтовых вод в Пандивере на общей площади 350 875 га (3508,75км²) были взяты в СССР под государственную охрану.

## Природа
Из-за относительно высокого положения над уровнем моря особенностью возвышенности является, в целом, более прохладный климат. Образующийся здесь снежный покров мощнее, и держится дольше.
Благодаря достатку кальция в моренных зонах почва принадлежит к числу относительно более плодородных по сравнению с другими земельными угодьями Эстонии. Однако в этом смысле пейзаж неоднороден: в отличие от северных, южные территории возвышенности отличаются присутствием менее плодородных суглинков и полупесчаных почв. Они менее проницаемы, и, как результат, здесь встречаются и болота — например, Peetelská у подножия холма Эмумяги.
Растительность Пандивереской возвышенности типична для  известковых почв. Типичный вид деревьев — дуб, из трав — лютик. Большую часть дубрав несколько столетий назад свели, и дубы уступили место полям, однако память об этом сохраняется в топонимике: эст. Tammiku, Tamme, Tammevälja, Tamsalu, от эст. tamm — дуб. В настоящее время на Пандивереской возвышенности иногда встречаются небольшие естественные дубравы (в частности, такие известные, как дубовая роща в ландшафтном заповеднике Винни-Паюсти и Раквереский дубняк), кроме того, отдельные группы дубов и их одиночные экземпляры (равно как и некоторые другие широколиственные породы) произрастают местами в составе хвойных (еловых и сосновых), хвойно-мелколиственных (смешанных с берёзой, осиной и ольхой) и мелколиственных лесов, перемежающихся с сельскохозяйственными угодьями. К примеру, в лесах Винни-Раквереского лесхоза встречаются группы дикорастущих старых дубов возрастом в несколько сотен лет.